# 3345 Тарковський
3345 Тарковський (3345 Tarkovskij) — астероїд головного поясу, відкритий 23 грудня 1982 року.
Тіссеранів параметр щодо Юпітера — 3,407.